# 大倉喜七郎
大倉喜七郎（日语：／ Ōkura Kishichirō，1882年6月16日—1963年2月2日），生於日本東京府，為大倉財閥第二代總帥，受封男爵。他以財團的財力，資助多項文化活動，如圍棋、音樂、舞蹈等。因文化方面的貢獻，獲得日本政府頒發勲三等瑞寶章。

## 生平
其父大倉喜八郎，為大倉財閥的創立者。其異母弟大倉雄二的回憶錄中，記錄了大倉喜八郎及大倉喜七郎的生平點滴。
大倉喜七郎在英國留學期間，課餘學習汽車駕駛與維修，1907年7月6日在薩里郡的賽車場駕駛義大利飛雅特製造的車參賽，獲得第二名。畢業回國時帶了五輛車回到日本，成立「日本自動車公司」經營汽車進口業務，協助政府制定汽車相關制度，並負責日本皇室座車的選購。
1923年，日本發生關東大地震，在地震後舊的圍棋組織解體，企業的贊助取消，許多棋手的生計出現問題，紛紛轉行。1924年，在大倉喜七郎的資助下，本因坊秀哉門下坊門的棋手以及方圓社大多數的棋手放棄成見，共同成立日本棋院，復興了日本職業圍棋界。

## 榮譽
1928年（昭和3年）11月10日，獲勲三等瑞寶章。
2006年，因其創立日本棋院的功績，入選日本棋院圍棋殿堂。